# Letteratura lombarda
Con letteratura lombarda si intende la produzione letteraria scritta in lingua lombarda dal medioevo ai nostri giorni, proveniente dal territorio della Lombardia e dalle zone limitrofe.
Ad oggi, per via della mancanza di uno standard linguistico comune o di una koinè linguistica, è piuttosto complicato ricostruire una storia unitaria e coerente della letteratura in lingua lombarda. Nel corso dei secoli è sempre stato forte infatti il dualismo tra la letteratura milanese in lombardo occidentale e quella in lombardo orientale facente riferimento a Bergamo e Brescia. A partire dal XX secolo poi (ma con accenni già dalla fine del XIX) si sono sviluppate numerose realtà provinciali e locali che hanno complicato ulteriormente la situazione, facendo sì che attualmente tutti i capoluoghi lombardi abbiano una propria letteratura scritta, molto spesso derivata dalla tradizione orale popolare.

## Storia

### Dal XIII al XIV secolo
I primi testi scritti in volgare di area lombarda risalgono al XIII secolo. Si tratta soprattutto di opere di tipo didascalico-religioso, come il Sermon Divin di Pietro da Barsegapè, che parla della passione di Cristo:
ki se possa fenir, se no la se comença.
Petro da Barsegapè si vol acomençare
e per raxon ferire, segondo ke l ge pare.
Ora omiunca homo intença e stia pur in pax,
sed kel ne ge plaxe audire d'un bello sermon verax:
cumtare eo se volio e trare per raxon
una istoria veraxe de libri e de sermon,
in la qual se conten guangii e anche pistore,
e del novo e del vedre testamento de Criste.»
(Versi 1-10 del Sermon Divin)
La scarsità di lavori in lingua lombarda in questo periodo è dovuta anche alla forte influenza che i trovatori occitani avevano sulla letteratura del tempo, al punto che molti poeti preferivano utilizzare la lingua d'oc per i loro componimenti, come il celebre Sordello da Goito, ricordato anche da Dante Alighieri.
Il più importante scrittore del periodo è il milanese Bonvesin de la Riva, frate terziario dell'ordine degli Umiliati: a lui si deve un gran numero di componimento di tipo morale e didascalico, oltre che il Libro delle Tre Scritture, in cui si descrive l'Inferno, la Passione di Cristo e il Paradiso. In questo libro vi sono vari elementi allegorici ed una delle prime introduzioni letterarie del contrappasso. Tra le sue opere anche alcune sulla vita di Milano ed un galateo. Altri poeti rilevanti sono Gherardo Patecchio, Uguccione da Lodi e Salimbene de Adam, oltre ad alcuni componimenti anonimi, come la lodigiana Leggenda di San Bassiano.
La lingua utilizzata da Bonvesin e dai suoi contemporanei, benché sia chiaramente di impronta settentrionale, non può essere considerata però una riproduzione fedele della lingua del tempo: vi sono presenti molti prestiti dall'occitano e dal toscano, e anche la forma grafica risente di alcuni toscanismi (come le terminazioni in -o per i sostantivi e i nomi maschili), quindi vicina alla Koinè lombardo-veneta.
Al 1280 risale la più antica citazione conosciuta della lingua lombarda, probabilmente intesa in un senso più vicino a quello dell'attuale gallo-italico: In un testo di Salimbene de Adam si dice che "optime loquebatur gallice tuscice et lombardice", ossia "parlava bene francese, toscano e lombardo". Anche nel codice poetico occitano del XIV secolo Leys d'amors è citata, nelle lingue straniere, nella frase "Apelam lengatge estranh coma frances, engles, espanhol, lombard".
Nei primi anni del XIV secolo è collocata la traduzione in volgare mantovano, da parte di Vivaldo Belcazer, dell'enciclopedia De proprietatibus rerum.
Verso la fine del XIV secolo abbiamo inoltre le prime testimonianze di volgare dell'area bresciana; esse sono il Mayor gremeza, scritta del notaio triumplino Bortolino Benolchini nel 1355, e un'anonima Passio Christi in versi del 1390, da cantare a due voci.
e vel dirò cum grant dolor:

al tempo de quey malvas Zuthé

Un grant consey de Christ sì fé.

Chel fos tradit e inganath

e su la cros crucificath. [...]»
(Anonimo, Passio Christi, vv. 1-6)

### Dal XV al XVI secolo

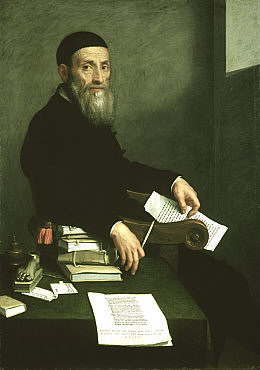
Ritratto di Giovanni Bressani.

Nei secoli successivi, il prestigio del toscano letterario soppianta l'uso dei volgari settentrionali che, pur influenzati dal volgare fiorentino, erano stati usati anche in ambito cancelleresco e amministrativo. Tra coloro che favoriscono questa toscanizzazione della cultura lombarda vi è proprio il Duca di Milano Ludovico il Moro, che durante il suo regno fa giungere alla sua corte numerosi uomini di cultura dal Granducato di Toscana, tra cui il più celebre è sicuramente Leonardo da Vinci. Tra Quattrocento e Cinquecento alcuni letterati toscani (come Luigi Pulci e Benedetto Dei) ci fanno pervenire, sotto forma di parodia, alcuni aspetti linguistici della lingua parlata a Milano, ma non si tratta di composizioni poetiche di rilievo letterario; ciò vale anche per il milanese parodiato in un'opera dell'astigiano Giovan Giorgio Allione. L'umanista fiorentino Leonardo Salviati, uno dei fondatori dell'Accademia della Crusca, pubblica una serie di traduzioni in diversi volgari (tra cui bergamasco e milanese) d'una novella boccaccesca, al fine di dimostrare quanto siano brutti e sgraziati al confronto col toscano.
((Versione toscana))
((Versione bergamasca))
((Versione milanese))
A partire dal Cinquecento cominciano a esserci le prime avvisaglie di letteratura lombarda vera e propria: in area orientale troviamo le poesie satiriche del bergamasco Giovanni Bressani e la Massera da bé, una "frottola" (sorta di dialogo teatrale) del bresciano Galeazzo dagli Orzi; in area occidentale abbiamo invece la produzione poetica dei Rabisch ("arabeschi") a opera dell'Accademia dei Facchini della Val di Blenio, sotto la direzione del pittore manierista Giovanni Paolo Lomazzo.
All'inizio del XVII secolo opera invece il milanese Fabio Varese (spesso indicato dalla critica letteraria come "poeta maledetto" ante litteram), morto nel 1630 di peste e autore di poesie di critica sociale che si inseriscono nel vivace filone anticlassicista del tempo. Nel 1610 esce il Varon milanes, sorta di dizionario etimologico di un discreto numero di parole milanesi, a opera dell'ossolano Giovanni Capis, il quale inoltre scrive come introduzione una serie di sonetti in milanese.
l'è comed, l'è gentil, e l'è anch nett,

a nol scapuscia gnan se gh'j delett

a dil com al và dij inscì pian pian.

L'è forza a dì che i vegg n'in varù on pan,

avè pientaa tanc scheur chilò in Brovett,

e no pensà nagot sor al promett

a ch'insegnass la lengua di nostran.

Orsù avrj i oregg vù che podj,

avrj ben i oeugg, ma avrj on pò pù la man,

e benesì costor ch'an lavoraa.

Cerchee de stò Varon, de stò Prissian,

e degh quai cossa d'bon a Denedaa,

ma daghen poch ch'al è pù sagorj.»
(Giovanni Capis, Sonett de mi del parlà milanes)
A questo trattato viene aggiunto in seguito il Prissian di Giovanni Ambrogio Biffi, testo completamente in milanese in cui per la prima volta si affronta la questione della pronuncia e della grafia.

### L'età moderna

#### Il XVII secolo

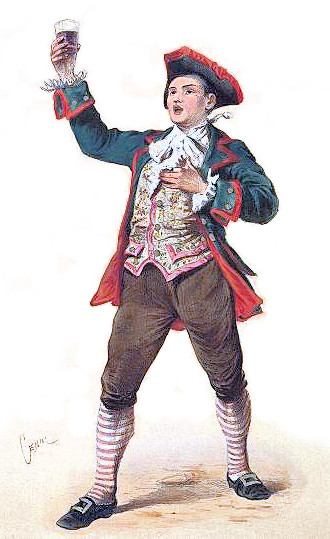
Meneghino, personaggio del teatro milanese, divenuto poi maschera della commedia dell'arte

Il Seicento vede poi affermarsi sulla scena il talento di Carlo Maria Maggi, figura di spicco della Milano spagnola. Egli contribuisce a normalizzare la grafia milanese e con le sue commedie e poesie inaugura una tradizione letteraria che dura ancora oggi. Il Maggi è anche il creatore e codificatore del personaggio di Meneghino, la maschera popolare di Milano: egli, servitore saggio, laborioso, cordiale e di buon senso, rappresenta tutte le virtù tradizionali del popolo milanese.
Amico e corrispondente del Maggi è il librettista lodigiano Francesco De Lemene, autore della commedia La sposa Francesca (prima opera letteraria in lodigiano moderno) e di una traduzione della Gerusalemme liberata. Tutte le sue opere in lombardo sono uscite postume.
Nella Lombardia orientale (allora sotto il governo della Repubblica di Venezia), abbiamo autori come il bresciano Giovanni Gandini e il bergamasco Carlo Assonica. Quest'ultimo nel 1670 realizza anch'egli una celebre traduzione della Gerusalemme Liberata del Tasso, che costituisce la più importante opera letteraria bergamasca del XVII secolo.
Si diffondono anche le prime bosinate, poesie popolari d'occasione scritte su fogli volanti, affisse nelle piazze o lette (o anche cantate) in pubblico, le quali avranno un gran successo e diffusione fino ai primi decenni del ventesimo secolo.
Un esempio di testo in dialetto milanese del XVII secolo è questo stralcio de Il falso filosofo (1698), atto III, scena XIV, dove Meneghino, personaggio del teatro milanese divenuto poi maschera della commedia dell'arte, si presenta in tribunale:
(Meneghino si presenta in tribunale in Il falso filosofo (1698), atto III, scena XIV)

#### Il XVIII secolo
Nel Settecento si succedono alcuni nomi di rilievo, come i milanesi Carlo Antonio Tanzi e soprattutto Domenico Balestrieri, a cui si associano una serie di figure minori, tra cui possiamo annoverare, in area milanese, Giuseppe Bertani, Girolamo Birago e Francesco Girolamo Corio. Anche il celebre poeta Giuseppe Parini scrive più di un componimento in lombardo. Fuori Milano, ci troviamo davanti a un tentativo di commedia in bustocco, la Mommena bustese, ad opera del canonico Biagio Bellotti. A Brescia abbiamo il canonico Carlo Girelli, autore di poesie d'occasione. Uno dei più importanti autori del periodo è inoltre l'abate bergamasco Giuseppe Rota, autore di un corposo vocabolario (inedito) bergamasco-italiano-latino e diverse opere poetiche in bergamasco, da lui chiamato sempre "lingua".
In questo periodo, le caratteristiche linguistiche del lombardo sono ormai ben riconoscibili e assimilabili a quelle odierne, salvo alcune particolarità fonetiche e la presenza del passato remoto, che di lì a breve scomparirà. La maggior parte degli autori milanesi fa parte dell'alta società milanese, ricca e colta, che utilizza il lombardo più per divertimento che per una reale necessità espressiva. Tuttavia, in una celebre polemica letteraria tra Giuseppe Parini e l'abate toscano Paolo Onofrio Branda (che aveva trattato con disprezzo il milanese, a discapito del toscano), emerge l'orgoglio per una lingua considerata schietta e diretta, in qualche modo più sincera ed espressiva dell'italiano letterario e classicista. Posizione d'altronde già espressa da tempo, sia nelle opere del Maggi che addirittura nel Varon Milanes e nel Prissian.

#### Il XIX secolo

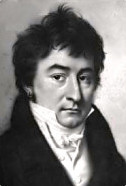
Il poeta Carlo Porta.

L'inizio dell'Ottocento è dominato dalla figura di Carlo Porta, riconosciuto da molti come il più importante autore della letteratura lombarda, inserito tra i grandi anche della letteratura nazionale. Con lui si raggiungono alcune delle più alte vette dell'espressività in lombardo, che emergono chiaramente in lavori universalmente riconosciuti come La Ninetta del Verzee. Il Porta diventerà poi uno dei modelli fondanti di tutta la produzione poetica successiva.
Nell'epoca portiana convivono anche altri autori, come il pittore Giuseppe Bossi, il curato di Solaro Carlo Alfonso Maria Pellizzoni, e soprattutto Tommaso Grossi. Quest'ultimo, amico di Manzoni e grande ammiratore del Porta, scriverà opere di tipo satirico contro il governo austriaco (La Prineide), romanzi in versi (La fuggitiva) e tentativi di traduzione di opere classiche (La pioggia d'oro). La produzione poetica milanese assume dimensioni così consistenti che nel 1815 lo studioso Francesco Cherubini può già dare alle stampe una prima antologia in dodici volumi, che partiva dal Seicento sino ai suoi giorni.
L'Ottocento è inoltre uno dei secoli più floridi per la letteratura lombarda, non solo milanese. Per esempio, a Pavia operano il tipografo Giuseppe Bignami e il professore di ginnasio Siro Carati; a Como invece abbiamo Giovanni Rezzonico. Accanto alla poesia si sviluppa il teatro (soprattutto nell'epoca postunitaria) e anche qualche tentativo di scrittura in prosa. Ha molto rilievo anche la produzione lessicografica. In questo senso, il capostipite è il Vocabolario Milanese di Francesco Cherubini, che costituisce una sorta di enciclopedia sulla lingua e la cultura milanese. Su questa scia è anche il Vocabolario dei dialetti bergamaschi di Antonio Tiraboschi.
Tra i poeti principali del periodo possiamo annoverare il medico milanese Giovanni Rajberti e il bergamasco Pietro Ruggeri da Stabello, definito dal Tiraboschi il Porta bergamasco). Un altro poeta bergamasco dell'epoca è Luigi Benaglio.
Il XIX secolo vede soprattutto il trionfo del teatro in lombardo. Tra gli autori del teatro possiamo annoverare Cletto Arrighi, Luigi Illica, Decio Guicciardi, Gaetano Sbodio, Edoardo Ferravilla e Carlo Bertolazzi. L'Arrighi, tra i fondatori della Scapigliatura, sarà anche autore di un pratico dizionario milanese-italiano. Tra gli autori in prosa invece troviamo Emilio De Marchi e Camillo Cima, che nel 1879 pubblica a puntate sul suo giornale L'Uomo di Pietra il primo romanzo interamente in lingua lombarda, cioè El venter de Milan, pubblicato integralmente solo nel 1897.
La produzione letteraria milanese in questo secolo dunque è assai prolifica: nel 1891 il librettista Ferdinando Fontana pubblica una nuova antologia poetica. Essa è molto preziosa perché spesso è l'unica fonte che documenta la biografia e le opere di alcuni autori minori.

### Età contemporanea

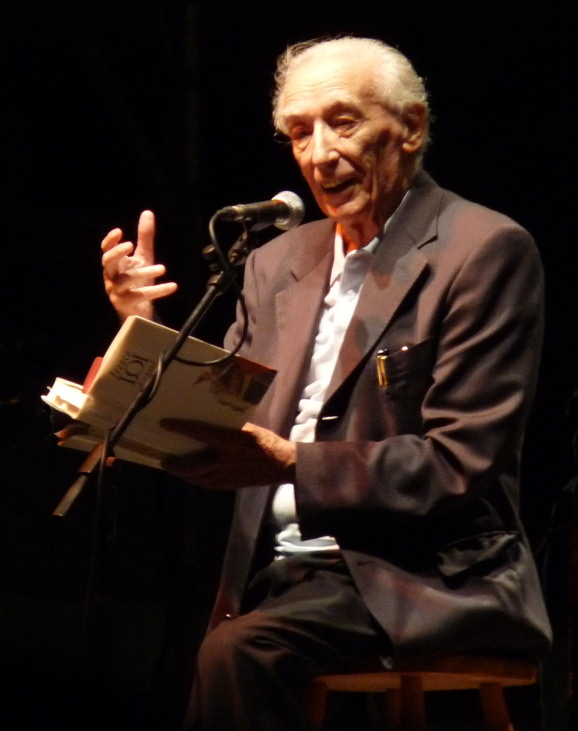
Il poeta Franco Loi.

Nel primo Novecento il maggior esponente della letteratura lombarda è l'avvocato milanese Delio Tessa, che si discosta dalla tradizione portiana e imprime ai suoi testi una forte impronta espressionista. A Bergamo invece opera Bortolo Belotti, avvocato, storico e ministro in alcuni governi liberali.
Altre figure di rilievo sono il varesino Speri Della Chiesa Jemoli, i bresciani Angelo Canossi e Aldo Cibaldi,  il maestro di scuola lodigiano Gian Stefano Cremaschi, il bergamasco Giacinto Gambirasio, il chiavennasco Giovanni Bertacchi, i lecchesi Uberto Pozzoli e Luigi Manzoni e i milanesi Giovanni Barrella e Luigi Medici.
Si discosta dalla tradizione letteraria milanese, anche dal punto di vista della grafia, il poeta Franco Loi, che tuttavia risulta essere uno degli autori più originali del secondo Novecento. In area ticinese abbiamo l'opera di Giovanni Orelli, che scrive nella variante dialettale della Val Leventina. Nel XX secolo vi furono altri autori che adoperarono a vario titolo la lingua lombarda, tra i quali possiamo citare Enzo Jannacci, Dario Fo, vincitore del premio Nobel per la letteratura nel 1997, e Nanni Svampa.
La lingua lombarda è nota anche al di fuori dei suoi confini linguistici grazie a I Legnanesi, compagnia teatrale che recita commedie in dialetto legnanese e che è l'esempio più celebre di teatro en travesti in Italia. Nei loro spettacoli comici gli attori propongono al pubblico figure satiriche della tipica corte lombarda. Fondata a Legnano nel 1949 da Felice Musazzi, Tony Barlocco e Luigi Cavalleri, è tra le compagnie più note nel panorama teatrale dialettale europeo. 
Nel XXI secolo hanno visto anche l'uso del lombardo nella musica contemporanea, come nei brani musicali di Davide Van De Sfroos e nelle traduzioni in lombardo delle opere di Bob Dylan. Attualmente sono presenti molti concorsi di poesia in ogni provincia lombarda (e oltre i confini regionali). Associazioni come il Circolo Filologico Milanese, la Famiglia Bosina, la Famiglia Bustocca e il Ducato di Piazza Pontida garantiscono ogni anno alcune piccole iniziative letterarie. Non mancano nemmeno traduzioni (più o meno fedeli o riadattate) di grandi classici della letteratura. Numerose infatti sono le versioni in lombardo di opere quali Pinocchio, I promessi sposi, la Divina Commedia e, nella letteratura religiosa, i Vangeli.